# Ville-Pommerœul
Ville-Pommerœul est une section de la commune belge de Bernissart située en Région wallonne dans la province de Hainaut.
C'était une commune à part entière avant la fusion des communes de 1964 où elle fut jointe à Pommerœul.

## Géographie

### Situation
Le village présente une altitude variant de 19 m au sud-ouest, à la frontière avec Hautrage, jusqu'à 81 m dans la forêt de Stambruges.
Il est traversé par deux canaux : Mons-Condé à l'ouest et Nimy-Blaton-Péronnes au centre.
Ville-Pommerœul est également desservi par la ligne 78, avec une gare localisée au sud-est de son territoire, ainsi que par l'autoroute A16 à l'ouest.

## Évolution démographique
- Sources : INS, Rem. : 1831 jusqu'en 1970 = recensements, 1976 = nombre d'habitants au 31 décembre.

## Histoire
Le 23 août 1914, la 7e DI et le 165e RI de l'armée allemande passèrent 14 civils par les armes lors des atrocités allemandes commises au début de l'invasion :
- Marcel Desaunois, ouvrier agricole de 70 ans, assassiné dans le champ de Saint Wasnon ;
- Edmond Froissard, menuisier de 38 ans, et sa fille Andrée âgée de 6 mois, assassinés dans un enclos près de la Place communale ;
- Charles Lebrun, magasinier de 29 ans, sa femme Julie Duhoux, ménagère de 31 ans, et leur fils unique Gilbert âgé de 4 ans, assassinés dans un enclos près de la Place communale ;
- Auguste Brouillard, sondeur de 59 ans, assassiné à la Chaussée de Belle-Vue ;
- Augustin Moreau, magasinier de 44 ans, assassiné au lieu-dit "Rond Quéniau" ;
- Emile Vercouter, cultivateur de 49 ans, assassiné au champ de Croncargnon ;
- Pierre Parent, piocheur de 50 ans, assassiné au champ de Croncargnon ;
- Henri Delbauve, cantonnier de 53 ans, assassiné au champ de Croncargnon ;
- Emile Moulin, charron de 37 ans, assassiné au champ de Croncargnon ;
- Ursmar Piette, brasseur de 38 ans, assassiné au champ de Croncargnon ;
- Jean-Baptiste Van der Weyden, ouvrier agricole de 55 ans, assassiné à la ferme de la Verte Reine.

## Patrimoine et culture

### Culture

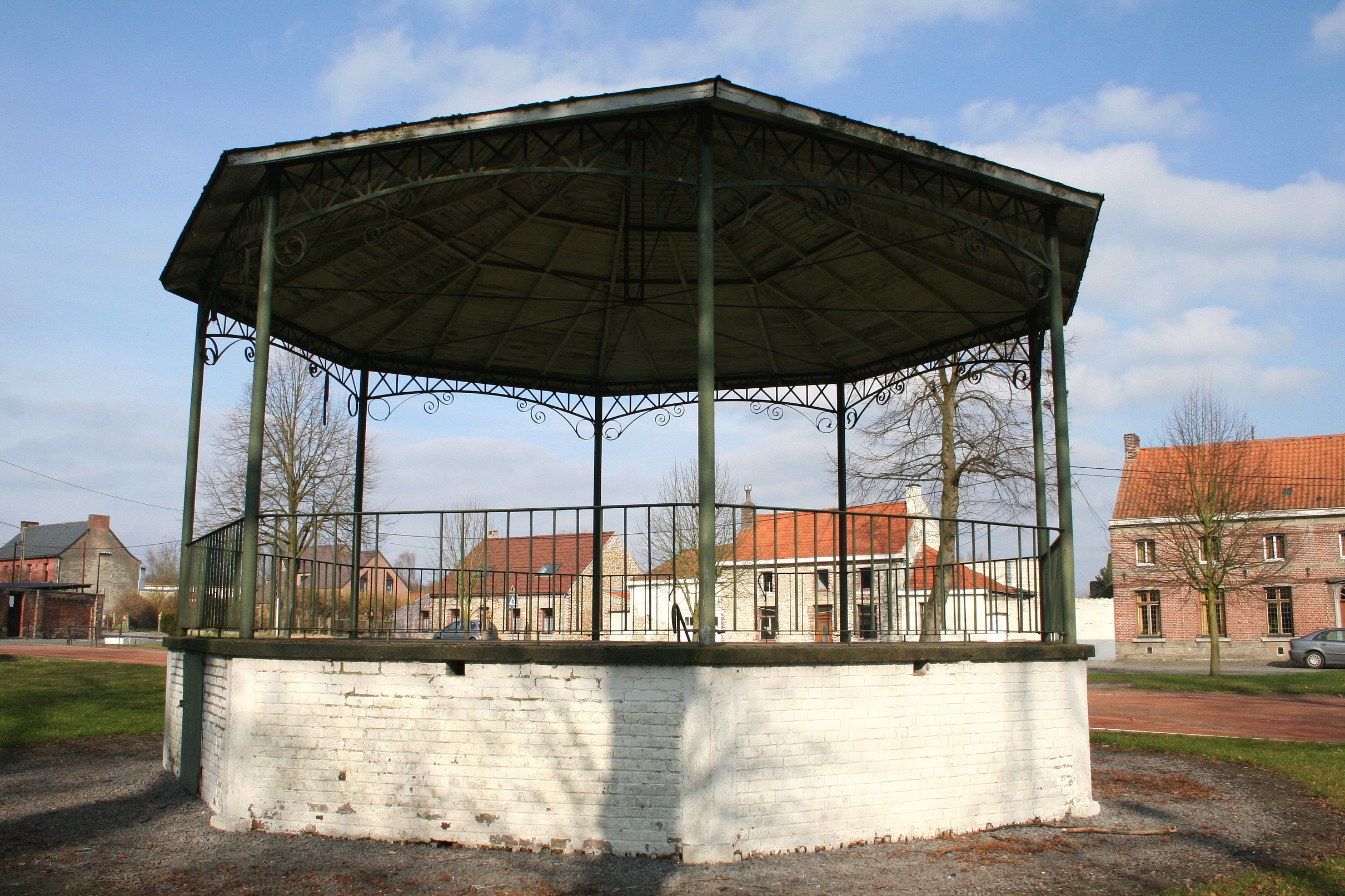
Le kiosque.

Un festival musical bi-annuel (Ville-Pomm'Rock Festival) se déroule sur le kiosque le dernier week-end d'août.

## Économie
On peut y pratiquer la chasse, la pêche dans le Canal Mons-Condé.
Le siège et l'un des entrepôts de l'entreprise de grande distribution Battard ont été pendant plus d'un siècle situé dans la commune, mais ont été supprimés depuis plusieurs années.